# Spálený vrch
Spálený vrch (historyczna nazwa niem. Brand See, cz. Spálená) – szczyt (góra) o wysokości 1313 m n.p.m. (podawana jest też wysokość 1313,0 m n.p.m. , 1312,7 m n.p.m.  lub 1312 m n.p.m. ) w paśmie górskim Wysokiego Jesionika (cz. Hrubý Jeseník), w północno-wschodnich Czechach, w Sudetach Wschodnich, na Morawach, w obrębie gminy Loučná nad Desnou, oddalony o około 10,9 km na północny zachód od szczytu góry Pradziad (cz. Praděd). Rozległość góry (powierzchnia stoków) szacowana jest na około 2,8 km², a średnie nachylenie wszystkich stoków wynosi około 17°.

## Charakterystyka

### Lokalizacja

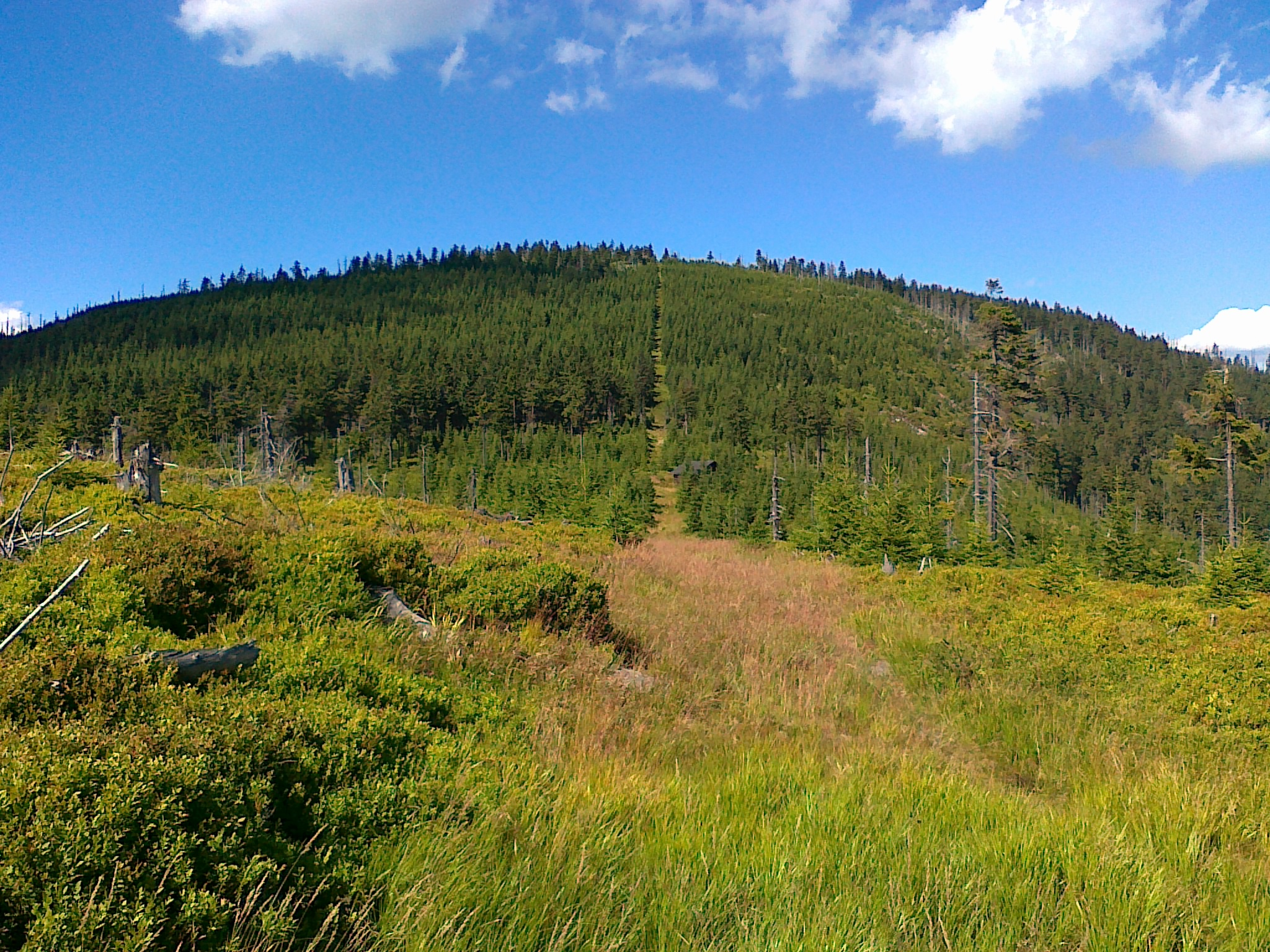
Widok z góry Klínová hora na górę Spálený vrch (2017 rok)

Góra Spálený vrch położona jest w północno-zachodnim rejonie całego pasma Wysokiego Jesionika, leżąca w części Wysokiego Jesionika, w centralnym obszarze (mikroregionu) o nazwie Masyw Keprníka (cz. Keprnická hornatina), na bocznym odgałęzieniu (przełęcz Sedlo Trojmezí → Klínová hora) grzbietu głównego, ciągnącego się od przełęczy Červenohorské sedlo do przełęczy Ramzovskiej (cz. Ramzovské sedlo). Charakterystyczną cechą góry jest jej niemalże płaski około 700 m długości łukowaty grzbiet szczytowy, ciągnący się na kierunku południowy zachód – północ. Jest górą dobrze rozpoznawalną i widoczną m.in. z sąsiednich szczytów pobliskich gór. Kopułę szczytową można dostrzec m.in. ze skaliska szczytowego góry Vozka czy z połaci szczytowej góry Klínová hora. Oba jej szczyty wraz z grzbietem są dobrze widoczne m.in. z góry Červená hora, sprzed kapliczki u źródła Vřesová studánka oraz z odkrytej połaci szczytowej góry Polom. Pewną wskazówką do jej lokalizacji może być umiejscowienie jej na południowy wschód od charakterystycznego dobrze rozpoznawalnego pobliskiego szczytowego skaliska góry Vozka. Jest szczytem praktycznie trudno rozpoznawalnym i słabo widocznym m.in. z drogi okalającej połać szczytową góry Pradziad (szczyt widoczny na lewo poniżej linii patrzenia w kierunku szczytu Vozka), a z innego charakterystycznego punktu widokowego – z drogi okalającej szczyt góry Dlouhé stráně – widoczny nieco na lewo poniżej linii patrzenia na szczyt Vozka. 
Górę ograniczają:  od północy przełęcz o wysokości 1296 m n.p.m. w kierunku szczytu Vozka, od północnego wschodu, wschodu i południowego wschodu dolina potoku Hučivá Desná, od południa przełęcz o wysokości 1169 m n.p.m. w kierunku szczytu Klínová hora oraz od południowego zachodu, zachodu i północnego zachodu dolina potoku o nazwie Poniklý potok. W otoczeniu góry znajdują się następujące szczyty: od północy Vozka, od północnego wschodu Keprník–JV i Červená hora–S, od wschodu Červená hora, od południowego wschodu Šindelná hora, Šindelná hora–JZ i Suchá hora, od południa Klínová hora, od południowego zachodu Černá stráň–SV, Černá stráň–S i Polom oraz od północnego zachodu Troják. 

### Stoki
W obrębie góry można wyróżnić siedem następujących zasadniczych stoków:
- północny
- północno-wschodni
- wschodni
- południowo-wschodni
- południowy
- południowo-zachodni
- zachodni

Występują tu wszystkie typy zalesienia: bór świerkowy, las mieszany oraz las liściasty, przy czym zdecydowanie dominuje zalesienie borem świerkowym. Stoki pokryte są w większości borem świerkowym, natomiast wraz z obniżaniem wysokości na stokach południowo-wschodnim i południowo-zachodnim pojawiają się obszary pokryte lasem mieszanym, a na stoku południowo-wschodnim nawet obszary pokryte lasem liściastym. Niemalże wszystkie stoki charakteryzują się znaczną zmiennością wysokości zalesienia, z występującymi znacznymi przerzedzeniami, polanami oraz ogołoceniami. Na niektórych stokach widoczne są liczne ścięte pnie drzew, będące pozostałością po katastrofie ekologicznej (silne wiatry) w 2009 roku. Ponadto na stokach wschodnim i południowo-wschodnim występuje tzw. Kamienne morze, znaczne obszary pokryte gruzem skalnym, powstałym na skutek działania erozji. Na stokach brak jest większych skalisk lub grup skalnych.
Stoki mają stosunkowo jednolite i bardzo zróżnicowane nachylenia. Średnie nachylenie stoków waha się bowiem od 3° (stok północny) do 25° (stok wschodni). Średnie nachylenie wszystkich stoków góry (średnia ważona nachyleń stoków) wynosi około 17°. Maksymalne średnie nachylenie stoku wschodniego, na wysokościach około 1250 m n.p.m., na odcinku 50 m nie przekracza 40°. Stoki pokryte są siecią dróg oraz nielicznych na ogół nieoznakowanych ścieżek i duktów. Przemierzając je zaleca się korzystanie ze szczegółowych map, z uwagi na zawiłości ich przebiegu, zalesienie oraz zorientowanie w terenie.

### Szczyt główny

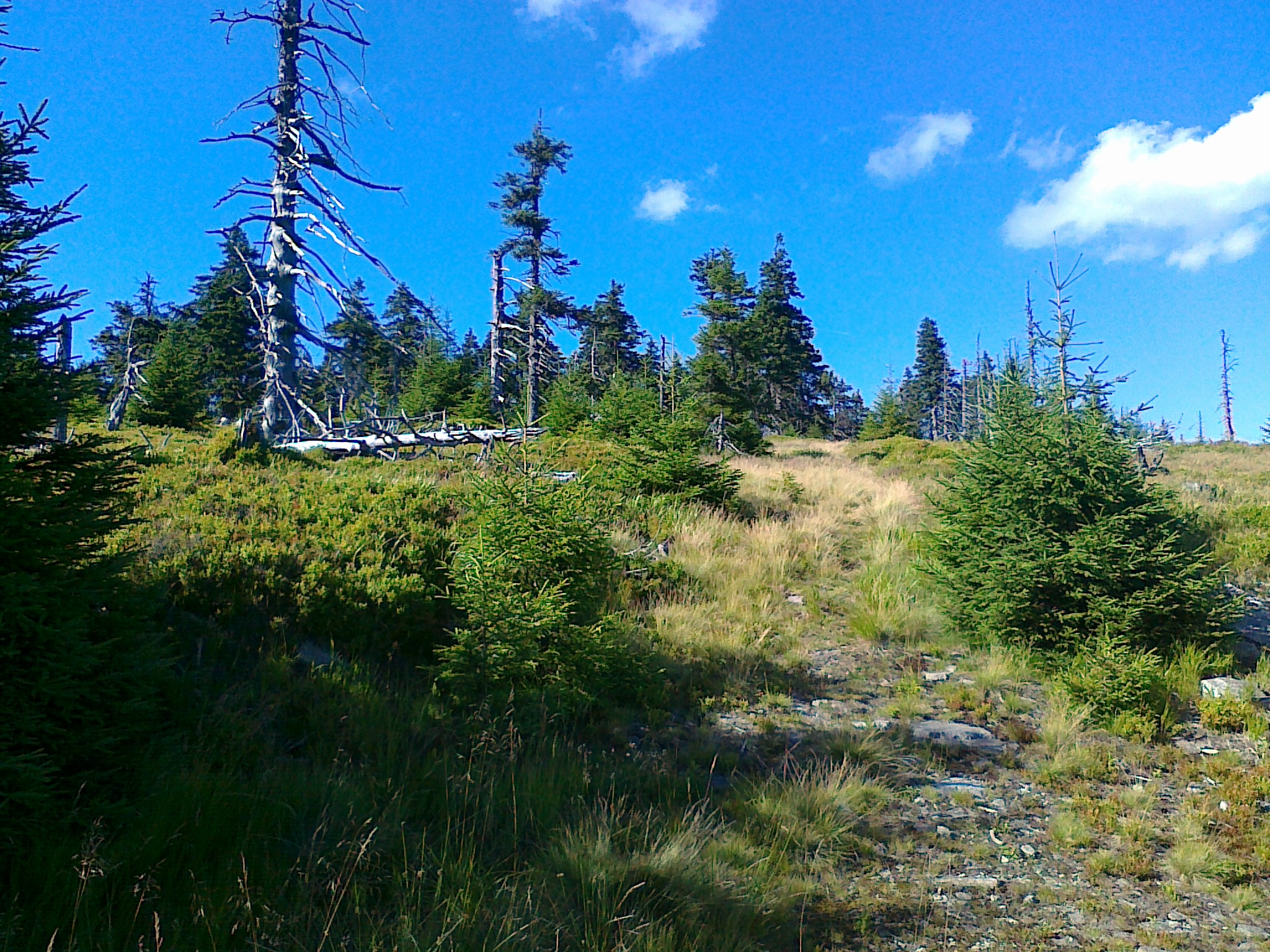
Widok na kopułę szczytową góry Spálený vrch (2017 rok)

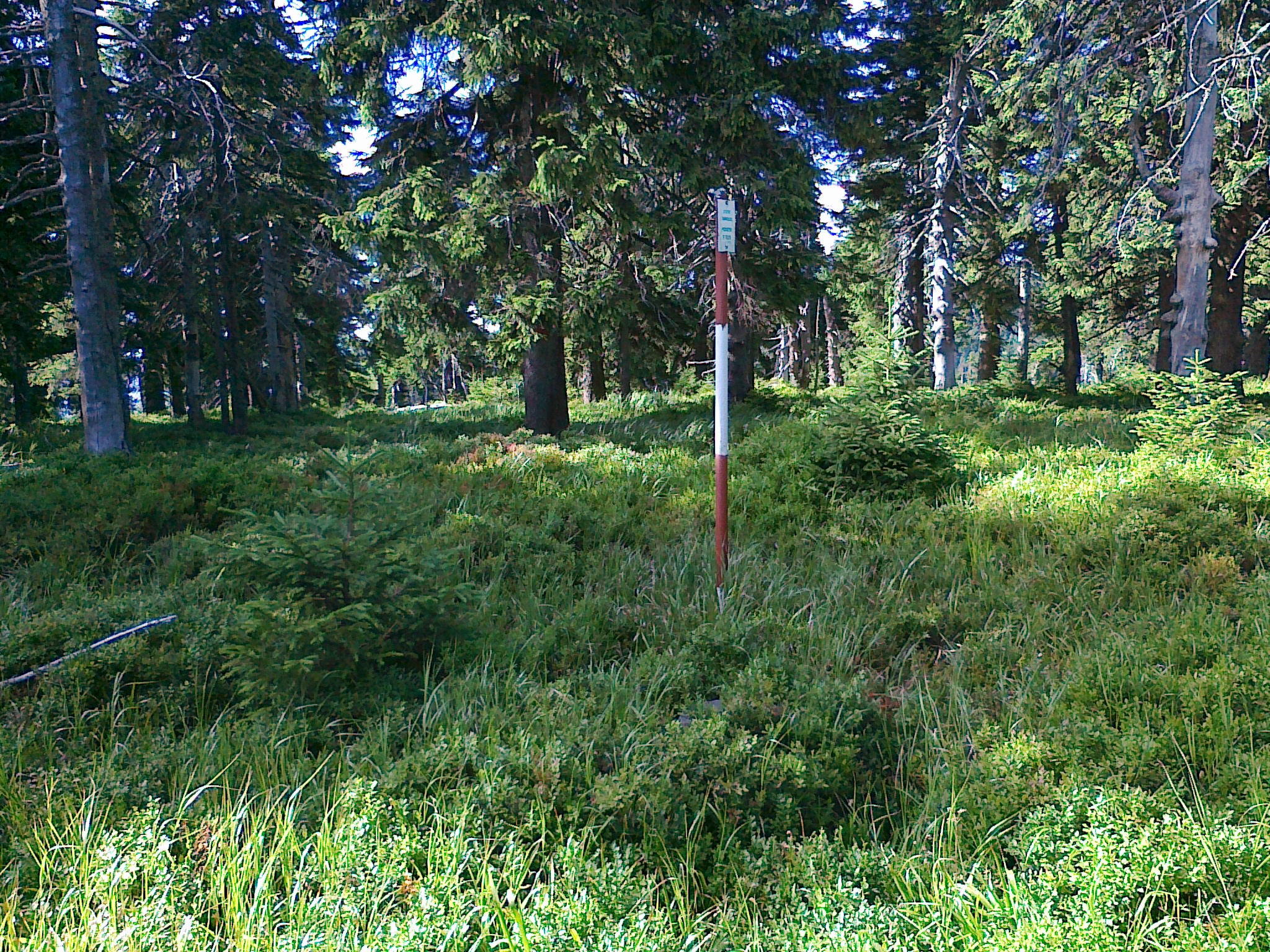
Punkt geodezyjny na połaci szczytowej góry Spálený vrch (2017 rok)

Na szczyt nie prowadzi żaden szlak turystyczny. Przez połać szczytową przechodzi grzbietowa ścieżka główna od połaci szczytowej góry Klínová hora, poprzez drogę wokół kopuły szczytowej i dalej do połaci szczytu drugorzędnego Spálený vrch–SV. Szczyt znajduje się wśród zalesienia boru świerkowego, pokryty trawą wysokogórską oraz bardzo popularną rośliną występującą niemalże na całym obszarze gór Wysokiego Jesionika, a mianowicie borówką czarną. Z uwagi na zalesienie nie jest on punktem widokowym. Na połaci szczytowej znajduje się punkt geodezyjny, oznaczony na mapach geodezyjnych numerem (36.), o wysokości 1312,67 m n.p.m. oraz współrzędnych geograficznych (50°08′38,51″N 17°06′39,68″E/50,144031 17,111022), z widocznym koło niego zamontowanym stalowym słupkiem, pomalowanym na przemian w poziome pasy białe i czerwone, ostrzegającym przed jego zniszczeniem z tabliczką, z napisem Státní triangulace Poškození se trestá, oddalony o około 20 m na południowy zachód od szczytu. Państwowy urząd geodezyjny o nazwie (cz. Český úřad zeměměřický a katastrální (CÚZK)) w Pradze podaje jako najwyższy punkt góry – szczyt – o wysokości 1313,1 m n.p.m. i współrzędnych geograficznych (50°08′39,0″N 17°06′40,4″E/50,144167 17,111222). 
Wokół szczytu na wysokości około 1290 m n.p.m. przebiega droga. Dojście na szczyt następuje krótką nieoznakowaną ścieżką o długości około 100 m, biegnącą z tej drogi, do której najdogodniejsze przejście możliwe jest z osady Kouty nad Desnou, poruszając się początkowo drogą przy dolinie potoku o nazwie Poniklý potok, a następnie orientacyjnie przy wykorzystaniu szczegółowych map .

### Szczyt drugorzędny
Spalený vrch jest górą o podwójnym szczycie. W odległości około 380 m na północny wschód od szczytu głównego można wyróżnić drugorzędny, bliźniaczy szczyt określony jako Spálený vrch–SV o tej samej wysokości 1313 m n.p.m. i współrzędnych geograficznych (50°08′46,7″N 17°06′55,4″E/50,146306 17,115389), oddzielony od szczytu głównego mało wybitną przełęczą o wysokości 1307 m n.p.m.  . Na połaci drugorzędnego szczytu Spálený vrch–SV nie ma punktu geodezyjnego  . Znajduje się on wśród zalesienia boru świerkowego i z tego powodu nie jest on punktem widokowym. Z uwagi na tę samą wysokość obu szczytów zdarza się, że za główny szczyt góry przyjmuje się (na mapach) jej szczyt drugorzędny . Orientacyjne dojście na szczyt drugorzędny następuje ze wspomnianej już wcześniej grzbietowej ścieżki głównej, biegnącej z drogi wokół obu szczytów.

#### Plan budowy elektrowni szczytowo-pompowej Spálená
W 2011 roku Ministerstwo Przemysłu i Handlu Czech (cz. Ministerstvo průmyslu a obchodu České republiky) wytypowało sześć miejsc w Czechach jako potencjalne lokalizacje planowanej budowy elektrowni szczytowo-pompowej. Wśród tych lokalizacji znalazł się kompleks bliźniaczych szczytów góry Spálený vrch. Wstępny kosztorys tej inwestycji oszacowano na około 30 mld Kč. Górny zbiornik wodny położony byłby na wysokości 1350 m n.p.m., zaś jego objętość wyniosłaby 6 000 000 m³. Dolny zbiornik zbudowany byłby pomiędzy potokami Hučivá Desná i Poniklý potok. Różnica wysokości pomiędzy górnym i dolnym zbiornikiem wyniosłaby 500 m. Moc elektryczna, elektrowni szczytowo-pompowej Spálená wyniosłaby 880 MW. Atutem do tej lokalizacji jest możliwość regulacji poziomu płynącej rzeki Desná w tym rejonie, który w 1997 roku nawiedziła katastrofalna powódź, poprzez budowę górnego zbiornika wodnego na szczycie góry oraz budowę zapory wodnej. Budowę popierają starostowie okolicznych miejscowości, natomiast przeciwko jest grupa ekologów zaniepokojonych dewastacją środowiska naturalnego oraz lokalizacją blisko narodowego rezerwatu przyrody Šerák–Keprník.

### Geologia
Pod względem geologicznym masyw góry Spálený vrch należy do jednostki określanej jako kopuła Keprníka i zbudowany jest ze skał metamorficznych, głównie: gnejsów, ortognejsów (biotytów), łupków łyszczykowych (staurolitu, andaluzytu, granatu, sillimanitu) oraz skał magmowych, głównie meta-granitów.

### Wody
Grzbiet główny (grzebień) góry Pradziad, biegnący od przełęczy Skřítek do przełęczy Červenohorské sedlo oraz dalej do przełęczy Ramzovskiej (cz. Ramzovské sedlo) jest częścią granicy Wielkiego Europejskiego Działu Wodnego, dzielącej zlewiska Morza Bałtyckiego i Morza Czarnego . 
Szczyt wraz ze stokami góry Spálený vrch położony jest na południowy zachód od tej granicy, należy więc do zlewni Morza Czarnego, do którego płyną wody m.in. z dorzecza Dunaju, będącego przedłużeniem płynących z tej części Wysokiego Jesionika górskich potoków (m.in. płynących w pobliżu góry potoków Hučivá Desná czy Poniklý potok). Ze stoku wschodniego i południowo-wschodniego bierze swój początek kilka krótkich, nienazwanych potoków, będących dopływami wspomnianego wcześniej potoku Hučivá Desná. Ponadto w odległości około 440 m na północ od szczytu, na wysokości około 1259 m n.p.m. występuje nienazwane źródło (cz. Studánka bez jména). Z uwagi na stosunkowo łagodne nachylenia stoków, w obrębie góry nie występują m.in. wodospady czy kaskady.

## Ochrona przyrody
Cała góra znajduje się w obrębie wydzielonego obszaru objętego ochroną o nazwie Obszar Chronionego Krajobrazu Jesioniki (cz. Chráněná krajinná oblast (CHKO) Jeseníky), a utworzonego w celu ochrony utworów skalnych, ziemnych i roślinnych oraz rzadkich gatunków zwierząt. Na stokach nie utworzono żadnych rezerwatów przyrody lub innych obiektów nazwanych pomnikami przyrody. Ponadto na obszarze góry nie wytyczono żadnych ścieżek dydaktycznych.

## Turystyka

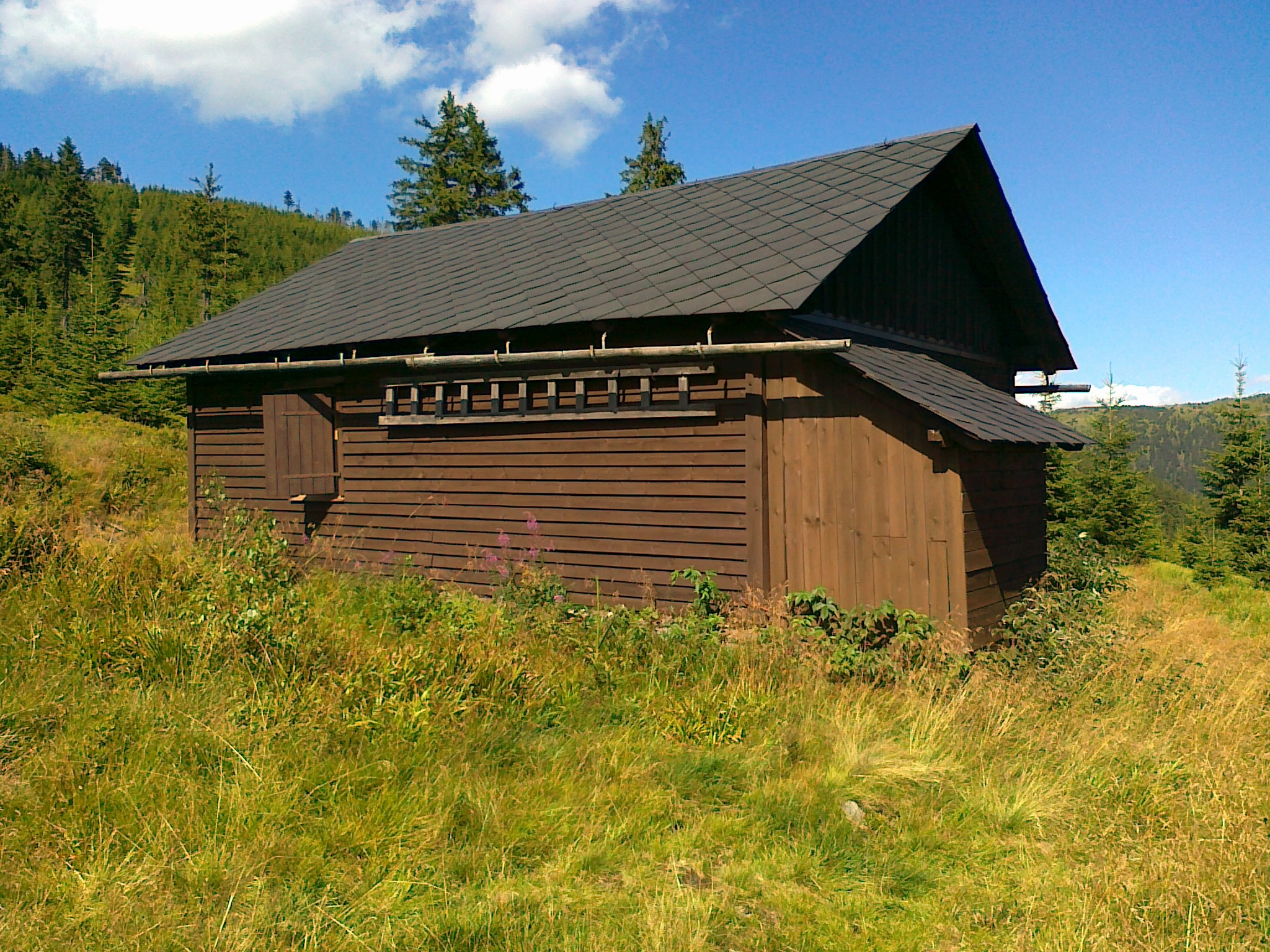
Chata Vilibaldka (2017 rok)

W obrębie góry nie ma żadnego schroniska turystycznego lub hotelu górskiego. Do bazy turystycznej z hotelem Červenohorské Sedlo i pensjonatami, położonymi na przełęczy Červenohorské sedlo jest od szczytu około 3,7 km w kierunku południowo-wschodnim. Do najbliższej osady Kouty nad Desnou z bazą hoteli i pensjonatów jest od szczytu około 4,8 km w kierunku południowym. Ponadto do miejscowości Branná z bazą hoteli i pensjonatów jest od szczytu około 7 km w kierunku zachodnim. Z uwagi na znaczne odległości do baz turystycznych góra ma ograniczone znaczenie turystyczne.
U podnóża stoku południowego (w kierunku szczytu Klínová hora), w odległości około 660 m na południowy zachód od szczytu, na wysokości około 1174 m n.p.m. położona jest chata o nazwie (cz. Vilibaldka), ale nie ma ona charakteru typowego schroniska turystycznego, a którą zalicza się do tzw. chat łowieckich. Dojazd lub dojście do niej następuje nieoznakowaną drogą o długości około 7,8 km z osady Kouty nad Desnou, przy wykorzystaniu szczegółowych map.
Kluczowym punktem turystycznym jest oddalone o około 2,9 km na południe od szczytu głównego skrzyżowanie turystyczne (cz. Poniklý potok) z podaną na tablicy informacyjnej wysokością 656 m, przy którym postawiono wiatę turystyczną oraz przez które przechodzi wytyczony przez górę szlak turystyczny i szlak rowerowy.

### Szlaki turystyczne i rowerowe oraz trasy narciarskie
Klub Czeskich Turystów (cz. Klub Českých Turistů) wytyczył w obrębie góry jeden szlak turystyczny, który fragmentarycznie przechodzi niewielkim odcinkiem (długości około 380 m) u podnóża stoku południowo-wschodniego na trasie:
 Filipovice – Jeřáb – źródło Mariin pramen – góra Velký Klín – przełęcz Červenohorské sedlo – Kouty nad Desnou – dolina potoku Hučivá Desná – góra Spálený vrch – przełęcz Sedlo pod Vřesovkou – Kamenne okno – góra Červená hora – Bílý sloup
Ponadto tym samym odcinkiem u podnóża stoku góry poprowadzono również jedyny szlak rowerowy na trasie:
 Přemyslov – góra Černá stráň – dolina potoku Hučivá Desná – góra Spálený vrch – góra Červená hora – góra Šindelná hora – Suchá hora – Kouty nad Desnou – góra Hřbety – góra Nad Petrovkou – Petrovka
W obrębie góry nie wytyczono żadnej trasy narciarstwa biegowego, ani żadnej trasy narciarstwa zjazdowego.